# 柴田和史
柴田　和史（しばた　かずふみ）は、日本の法学者。専門は会社法。学位は、法学博士（東京大学・1986年）。法政大学名誉教授。中央労働委員会公益委員を歴任。東京都生まれ。

## 略歴
1978年東京大学法学部卒業。1979年4月東京大学大学院法学政治学研究科修士課程（民刑事法〈商法〉）に進学、1981年3月同修士課程修了、1981年4月東京大学大学院法学政治学研究科博士課程に進学、1986年3月同博士課程修了、法学博士の学位を取得。
法政大学法学部助教授を経て、1992年法政大学法学部教授。2004年法政大学大学院法務研究科教授。2008年-2010年法政大学大学院法務研究科研究科長。
1991年-1993年、スタンフォード大学法科大学院にて客員研究員として在外研究。
2002年より旧司法試験委員・新司法試験委員（2012年まで）。2004年より中央労働委員会公益委員（2013年まで）。2006年より株式等評価委員会委員。2019年より中央労働委員会公益委員。
2024年、旭日中綬章受章。同年、法政大学より名誉教授の称号を授与された。

## 著書
（出典）
- 『会社法詳解（第2版）』（商事法務、2015年）
- 『類型別中小企業のための会社法（第2版）』（三省堂、2015年）
- 『現代会社法入門（第4版）』共著（有斐閣、2015年）
- 『日経文庫 ビジュアル 図でわかる会社法』（日本経済新聞出版社，2014年）
- 『ポイントレクチャー会社法（第2版）』共著（有斐閣、2015年）「第3章　会社」
- 『現代商法入門（第9版）』（有斐閣、2014年）
- 『類型別中小企業のための会社法』（三省堂、2012年）
- 『会社法の実践的課題』共編著（法政大学出版局、2011年)
- 『現代会社法入門（第3版）』共著（有斐閣、2010年）
- 『会社法詳解』（商事法務、2009年）
- 『ポイントレクチャー会社法』共著（有斐閣、2009年）「第2章　会社」
- 『日経文庫 ビジュアル 株式会社の基本（第3版）』（日本経済新聞社、2006年）
- 『会社法の現代的課題』共編著（法政大学出版局、2004年)

など